# 都出比呂志
都出 比呂志（つで ひろし、1942年1月1日 - 2025年7月18日）は、日本の考古学者。大阪大学名誉教授。文学博士（大阪大学・論文博士・1989年）。初期国家論を基に前方後円墳体制論を提唱した。大阪府大阪市出身。

## 略歴
- 1964年3月 京都大学文学部卒業
- 1968年7月 京都大学大学院文学研究科考古学専攻博士課程中退
- 1968年8月 京都大学文学部助手
- 1977年4月 滋賀大学教育学部助教授
- 1979年4月 大阪大学文学部助教授
- 1988年4月 大阪大学文学部教授
- 1999年4月 大阪大学大学院文学研究科教授
- 2003年 退職。名誉教授
- 2025年7月18日、老衰のため京都市伏見区の病院で死去した。83歳没[1]。

## 受賞歴
- 1989年、浜田青陵賞
- 1997年、雄山閣考古学特別賞（『雪野山古墳の研究』）
- 2004年、八日市市教育功労賞
- 2018年、第19回和島誠一賞

## 著書

### 単著
- 『竪穴式石室の地域性の研究』大阪大学文学部国史研究室、1986年
- 『日本農耕社会の成立過程』岩波書店、1989年
- 『王陵の考古学』岩波書店、2000年
- 『前方後円墳と社会』塙書房、2005年
- 『古代国家はいつ成立したか』岩波新書、岩波書店、2011年
- 『古墳時代に魅せられて』大阪大学出版会〈阪大リーブル 65〉、2018年

### 編著
- 『古墳時代の王と民衆』講談社、1989年
- 『邪馬台国の時代』木耳社、1990年
- 『日本古代の葬制と社会関係の基礎的研究』大阪大学文学部、1995年
- 『古代史の論点4 権力と国家と戦争』小学館、1998年
- 『古代国家はこうして生まれた』角川書店、1998年
- 『古代史の論点2 女と男、家と村』小学館、2000年
- 『古代史の論点1 環境と食料生産』小学館、2000年

## 他
- 「乙訓の文化遺産を守る会」前会長（中山修一1966年設立）